# Нечесна гра (роман)
Нечесна гра (англ. Skin Game) — роман із серії «Файли Дрездена» (англ. The Dresden Files), написаний Джимом Батчером. Книга є п'ятнадцятою за рахунком у цій серії, і розповідає як головний герой на ім'я Гаррі Дрезден об'єднується з колишніми ворогами, щоб обікрасти склепіння, що належить Аїду, володарю підземного світу.

## Сюжет
Гаррі Дрезден все ще живе на острові Демонріч, нездатний зв'язатися зі своїми друзями, та його мучать дедалі сильніші головні болі. Королева Меб пропонує йому роботу в замін на допомогу з ними. Він має допомогти Нікодімусу щось украсти із склепіння Аїда.

## Уведені персонажі
- Аїд: Грецький бог підземного світу.
- Ґеносква: Біґфуто-подібна істота.
- Ґудмен Ґрей: Нааґлоші, член групи нападу на склепіння.

## Відгуки
Книга дебютувала на першому місці списку бестселерів New York Times 6 червня 2014 року. У 2015 Нечесна Гра була фіналістом Премії Г'юго за найкращий роман.